# Stelen der Erinnerung

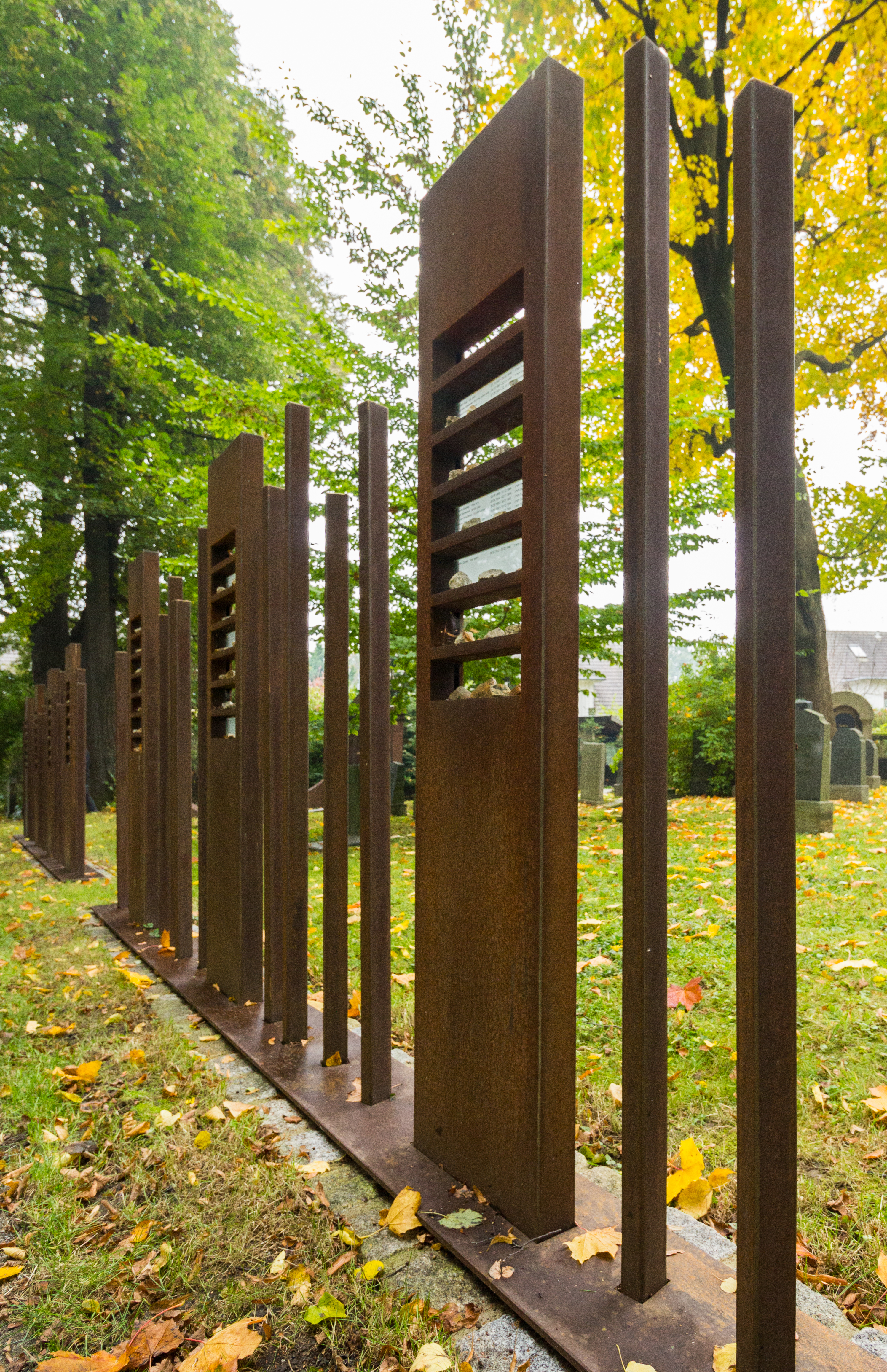
Stelen der Erinnerung, Jüdischer Friedhof Görlitz

Die Stelen der Erinnerung sind ein Monument auf dem Jüdischen Friedhof in Görlitz, das den dort bestatteten bekannten Opfern des KZ-Außenlagers Görlitz ihre Namen zurückgab und gleichzeitig zeigen soll, dass es in der Aufarbeitung der Geschichte noch viele offene Stellen gibt.

## Weg der Opfer nach Görlitz
Nachdem das Wirtschaftsverwaltungshauptamt der SS am 9. Juni 1944 eine entsprechende Entscheidung getroffen hatte, wurde im August 1944 in Görlitz im Biesnitzer Grund in der Nähe des heutigen Sportplatzes Eiswiese ein Außenlager des Konzentrationslagers Groß-Rosen (heutige Ortsbezeichnung: Rogoźnica) eingerichtet. Das zur Errichtung des KZ-Außenlagers genutzte Gelände der ehemaligen Ziegelei-Maschinenfabrik Roscher hatte die Görlitzer Waggon- und Maschinenbau AG (WUMAG) bereits 1939 von der Stadt Görlitz gepachtet. Die fast ausschließlich jüdischen Gefangenen sollten Zwangsarbeit in der WUMAG leisten.
Nachdem am 8. August 1944 SS-Obersturmführer Erich Rechenberg Lagerkommandant geworden und SS-Oberscharführer Winfried Zunker die Funktion des Lagerführers angetreten hatte, erfolgte am 10. August 1944 der erste Transport von 25 KZ-Häftlingen aus dem KZ Groß-Rosen nach Görlitz. Mitte August 1944 folgten 225 KZ-Häftlinge aus dem KZ Auschwitz, Ende August 1944 trafen weitere 400 KZ-Häftlinge aus dem Außenlager Fünfteichen (heutige Ortsbezeichnung: Miłoszyce) des KZ Groß-Rosen und am 18./19. September 1944 nochmals 550 KZ-Häftlinge ein, die aus dem aufgelösten Ghetto Litzmannstadt über das KZ Auschwitz nach Görlitz gebracht wurden. Ebenfalls im September 1944 wurden 300 ungarische Jüdinnen in ein abgegrenztes Frauenlager des KZ-Außenlagers Görlitz gebracht. Die Zahl der Häftlinge stieg bis Oktober 1944 auf über 1500 an und sank dann aufgrund von Todesfällen auf maximal 1328 Häftlinge. Im Februar 1945 stieg sie nochmals auf 1750 Häftlinge an. Der jüngste KZ-Häftling im Außenlager Görlitz war 11 Jahre, der älteste 65 Jahre. Die nach Görlitz gebrachten KZ-Häftlingen waren fast ausschließlich Juden und stammten aus allen Teilen des besetzten Europa.

## Todesfälle, Bestattung und Umbettung der KZ-Opfer
Schon kurz nach der Einrichtung des Lagers, spätestens ab dem 21. August 1944, traten bereits die ersten Todesfälle auf. Anhand der Häftlingsnummern wird angenommen, dass sie aus dem ersten Transport aus Auschwitz stammen. Auch die aus dem KZ-Außenlager Fünfteichen nach Görlitz überstellten Häftlinge waren dort bereits als Kranke und Schwache ausgesondert und bewusst nach Görlitz geschickt worden.
Aufgrund der katastrophalen Lebensverhältnisse in dem KZ-Außenlager, der Zwangsarbeit, Unterernährung, Folgen von Misshandlungen und gezielten Tötungen sind für das KZ-Außenlager Görlitz  mindestens 368 Todesfälle nachgewiesen, davon in Görlitz selbst zwischen dem 10. August 1944 und dem 2. Februar 1945 nachweislich 140 Todesfälle sowie zwischen dem 3. Februar 1945 und dem 8. Mai 1945 nochmals 173. Die übrigen Todesfälle ereigneten sich an verschiedenen Orten auf dem Todesmarsch der Görlitzer KZ-Häftlinge 1945 oder in Rennersdorf.
Die Leichen der im KZ-Außenlager Görlitz gestorbenen Häftlinge wurden bis zur kriegsbedingten Funktionseinstellung im Städtischen Krematorium von Görlitz verbrannt und im dortigen Einäscherungsverzeichnis nachgewiesen. Die Urnen der 24 von der Lagergründung bis zum 10. Oktober 1944 verstorbenen Häftlinge wurden bis zum 1. Dezember 1944 vom Krematorium an das KZ Groß-Rosen gesandt, hingegen wurden die Urnen der nach dem 10. Oktober 1944 zu Tode gekommenen Häftlinge auf dem Urnenhain XIII des Städtischen Friedhofes Görlitz beigesetzt und bei der Friedhofsverwaltung nachgewiesen.
Insgesamt sind die Beisetzungen von 148 Häftlingsurnen auf dem Städtischen Friedhof Görlitz mit den persönlichen Daten der Toten nachgewiesen, davon 111 von Häftlingen des KZ-Außenlagers Görlitz, 19 aus dem KZ-Außenlager Hartmannsdorf (heutige Ortsbezeichnung: Miłoszów), 13 aus dem KZ-Außenlager Niesky und vier aus dem KZ-Außenlager Bautzen sowie die Urne eines am 21. April 1945 im KZ-Außenlager Görlitz ermordeten sowjetischen Kriegsgefangenen.
Nachdem das Krematorium in Görlitz wegen Gasmangels die Arbeit einstellen musste, wurden die toten Häftlinge ab dem 2. Februar 1945 in zwei Massengräbern auf dem Jüdischen Friedhof der Stadt Görlitz an der Biesnitzer Straße verscharrt. Nach dem Krieg fand man in vier Schichten übereinanderliegend 175 Leichen.
Im Jahr 1948 wurden die bestatteten 148 Häftlingsurnen vom Städtischen Friedhof auf den Jüdischen Friedhof Görlitz umgebettet und mit den sterblichen Überresten der 175 Toten aus dem Massengrab zu einer gemeinsamen Ruhestätte vereinigt. Insgesamt 286 der dort gedachten 323 Toten stehen in einem Zusammenhang mit dem KZ-Außenlager Görlitz.
Am 13. November 1951 wurde auf dem nunmehr der Jüdischen Gemeinde zu Dresden überantworteten Jüdischen Friedhof Görlitz an der Bestattungsstelle der Opfer ein von einem Davidstern gekrönter Gedenkstein mit der Inschrift „Hier ruhen 323 ermordete Kameraden / die im Konzentrationslager / Biesnitzer Grund Görlitz / in den Jahren 1943–1945 der Hitler Tyrannei zum Opfer fielen […].“ eingeweiht, der indes keine Namen der Bestatteten aufweist.
Der Autor Niels Seidel veröffentlichte im Jahr 2008 in einem Buch über das KZ-Außenlager Görlitz und Rennersdorf unter anderem die bekannten Namen und persönlichen Daten der Toten.
Der Jüdische Friedhof Görlitz ist formal eine Kriegsgräberstätte nach dem Gesetz über die Erhaltung der Gräber der Opfer von Krieg und Gewaltherrschaft.

## Idee und Realisierung der „Stelen der Erinnerung“
Die Idee für das Denkmal „Stelen der Erinnerung“, dass den beigesetzten Opfern ihre Identität wieder zurückgeben sollte, hatte der aus Görlitz stammende Sven Hüber, der unter anderem den Namen des in Görlitz zu Tode gekommenen KZ-Häftlings Moses Isack Hornung, eines deutschen Juden und Fleischermeisters aus der Stadt Auschwitz und Vater eines befreundeten Holocaust-Überlebenden, darüber wieder sichtbar machen wollte, und dafür eine Initiative verschiedener Akteure bildete. Die Geschichte der Familie Hornung war es im Grunde, die den Anstoß für die Gedenkstätte gab. Zwei Jahre später gelang es,  am 11. Juli 2012 beim Görlitzer Oberbürgermeister einen großen Kreis verschiedener Akteure zur Realisierung der Idee zusammenzubringen. So gehörten dem Aktionskreis „Namensnennung der auf dem Jüdischen Friedhof Bestatteten“ neben dem Initiator Hüber die Axel-Springer-Stiftung, Vertreter der für Kriegsgräberfragen zuständigen Landesdirektion Sachsen, der damalige Bundestagsabgeordnete der CDU, Michael Kretschmer, der Synagogenverein des Schlesischen Museums Görlitz, der Oberbürgermeister der Stadt Görlitz, Siegfried Deinege, der Vorsitzende des Landesverbandes Sachsen der Jüdischen Gemeinden und Mitglied des Zentralrates der Juden in Deutschland, Heinz-Joachim Aris, Nora Goldenbogen, Vorsitzende der Jüdischen Gemeinde Dresden, die Leiterin des Eigenbetriebes Städtischer Friedhof Görlitz und verantwortlich Leitende des Projekts, Eveline Mühle, das Görlitzer Planungsbüro Richter und Kaup und der Autor Niels Seidel an. Unterstützt wurde das Projekt auch von der Stadtwerke Görlitz AG und der Sparkasse Oberlausitz-Niederschlesien.
Zur Realisierung des Projekts kam so eine öffentlich und privat gemischte Finanzierung der Landesdirektion Sachsen, der Axel-Springer-Stiftung und der Stadt Görlitz zustande, die Kosten betrugen ca. 130.000 Euro.

## Gestaltung der Gedenkanlage
Nach der Planungskonzeption sollte mit den „Stelen der Erinnerung“ den bekannten Opfern ihre Namen wiedergegeben und gleichzeitig gezeigt werden, dass es in der Aufarbeitung der Geschichte noch viele offene Stellen gibt. Durch das Planungsbüro Richter und Kaup wurde mit Unterstützung der Jüdischen Gemeinde Dresden und des Eigenbetriebs Städtischer Friedhof Görlitz entlang des Weges zum Gräberfeld der Opfer eine Reihe von sieben Stelen aus COR-TEN-Stahl geplant. Die Zahl Sieben wurde in Anlehnung an die hebräische Zahlensymbolik verwandt. Der eingesetzte COR-TEN-Stahl erinnert zum einen an die von den Opfern zu leistende Zwangsarbeit in der WUMAG, zum anderen symbolisiert die korrodierende Oberfläche den natürlichen Verfall, der auf jüdischen Friedhöfen nicht aufgehalten wird.
In jede Stele sind sieben gläserne Namensplatten mit den eingravierten 148 Namen der bekannten Toten in lateinischer und hebräischer Schreibweise eingesetzt. Der Rabbiner der Jüdischen Gemeinde Dresden, Alexander Nachama, hatte die Namen der Toten ins Hebräische übersetzt. Für die anderen, noch nicht namentlich identifizierten Toten blieben einzelne Fächer offen. In jedes Fach kann nach jüdischer Tradition ein Stein zum Gedenken eingelegt werden.
Zwischen den Stelen sind Stahlstäbe in unterschiedlicher Höhe installiert, die zum einen das viel zu früh abgebrochene Leben der Opfer symbolisieren, zum anderen an das Eingesperrtsein erinnern.
Im Boden ist entlang der Stelen ein stählernes Spruchband eingelassen mit dem Text: „Ihnen allen errichte ich mein Haus und in meinen Mauern ein Denkmal (...) Einen ewigen Namen gebe ich ihnen, der niemals getilgt wird. Jesaja 56.5 “
Ergänzt wird die Anlage durch fünf Informationstafeln, welche unter anderem über die Jüdische Gemeinde in Görlitz und den Jüdischen Friedhof informieren und über die Geschichte des Projekts „Stelen der Erinnerung – den Opfern einen Namen geben“ Auskunft geben.

## Feierliche Einweihung
Am 1. September 2015, dem Weltfriedenstag, wurden unter großer Anteilnahme von fast 100 Persönlichkeiten aus Politik, Kultur, Wirtschaft und Kirche die „Stelen der Erinnerung“ auf dem Jüdischen Friedhof Görlitz mit einem Festakt eingeweiht. Ehrengäste waren die beiden Überlebenden des KZ-Außenlagers, Monik Mlynarski und Shlomo Graber, sowie Bernhard Hornung, selbst ein KZ-Überlebender, der aus Jerusalem mit seinen drei Söhnen zu Ehren seines im KZ-Außenlager Görlitz umgekommenen und nun auf einer der Stelen genannten Vaters Moses Isack Hornung angereist war. Die Gedenkrede hielt der Oberbürgermeister der Stadt Görlitz, Siegfried Deinege. Die Stelen der Erinnerung wurden von den Ehrengästen Monik Mlynarski, Shlomo Graber und Bernhard Hornung gemeinsam mit Schülern der Melanchthon-Oberschule Görlitz enthüllt. Die Görlitzer Schüler hatten zuvor die Namen der Opfer verlesen. Die Schule liegt in nächster Nähe zum früheren Konzentrationslager. An diesem Gebäude vorbei wurden die Häftlinge damals täglich zur Arbeit in die WUMAG getrieben.
Rabbiner Alexander Nachama aus Dresden und Pfarrer Norbert Joklitschke sprachen das Gebet El male rachamim (Gott voller Erbarmen).